# Stephen Quake

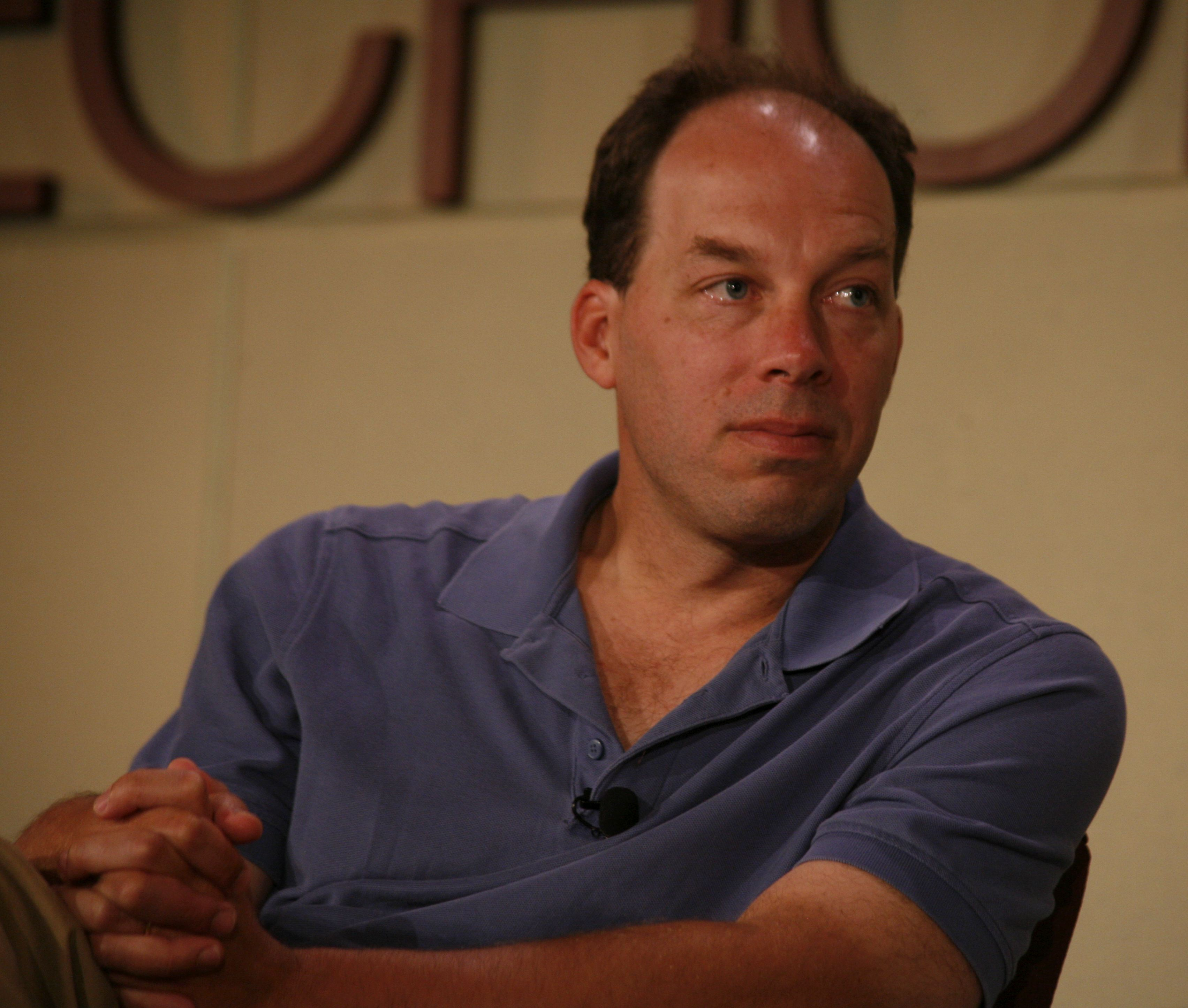
Stephen R. Quake, 2010

Stephen Ronald Quake (* 1969) ist ein US-amerikanischer Hochschullehrer, Erfinder und Unternehmer in der Biotechnologie.

## Leben und Wirken
Quake erwarb 1991 an der Stanford University einen Bachelor in Physik und einen Master in Mathematik sowie 1994 an der University of Oxford einen DPhil in theoretischer Physik. Als Postdoktorand arbeitete er bei Steven Chu wieder an der Stanford University. 1996 wurde Quake Mitglied des Lehrkörpers des California Institute of Technology (Caltech), wo er schließlich eine ordentliche Professur für Physik und Angewandte Physik erhielt.
Er hat seit 2005 eine Professur für Bioengineering und Angewandte Physik an der Stanford University inne. Zusätzlich forschte er von 2006 bis 2016 für das Howard Hughes Medical Institute.
Quake gilt als Pionier der mikrofluiden Large Scale Integration (LSI), einem Konzept zur Bestimmung multipler Parameter aus einer biologischen Probe auf engstem Raum. Weitere wichtige Verdienste liegen auf den Gebieten Proteinkristallographie, Bindung von Transkriptionsfaktoren, mikrobiologischer Ökologie (microbial ecology), Genomanalyse einzelner Zellen und der DNA-Sequenzierung einzelner Moleküle.
Quake gehört zu den Gründern der Unternehmen Fluidigm, Verinata Health (pränatale Diagnostik auf Down-Syndrom aus mütterlichem Blut), Helicos Biosciences und ImmuMetrix.
Seit 2022 zählt der Medienkonzern Clarivate ihn aufgrund der Zahl der Zitationen zu den Favoriten auf einen Nobelpreis (Clarivate Citation Laureates).

## Auszeichnungen (Auswahl)
- 2011 Sackler-Preis für Biophysik[3]
- 2012 Mitglied des Institute of Medicine (heute National Academy of Medicine)[4]
- 2012 Lemelson-MIT-Preis[5]
- 2013 HFSP Nakasone Award[6]
- 2013 Mitglied der National Academy of Sciences[7]
- 2013 Mitglied der National Academy of Engineering
- 2014 Mitglied der American Academy of Arts and Sciences[8]
- 2015 Gabbay Award[9]
- 2016 Raymond and Beverly Sackler Prize in Convergence Research
- 2016 Max Delbruck Prize der American Physical Society[10]
- 2025 Auswärtiges Mitglied der Royal Society
- Fellow der American Physical Society